# Alexandra Prusa
Alexandra Prusa (* 1955, nach offiziellen Angaben: 1958 oder 1959, in Zürich) ist eine Schweizer Schauspielerin, Sängerin (Tango Argentino), Filmemacherin und Künstlerin.

## Leben

### Familie und Ausbildung
Prusa wurde als Tochter von Juri Prusa geboren; ihr Vater war Abkömmling eines Adelsgeschlechts aus St. Petersburg. Er war gelernter Bildhauer und Freskenmaler. Während der Stalinistischen Säuberungen war er in einem Arbeitslager inhaftiert, aus dem ihm, gemeinsam mit seinem Vater, die Flucht gelang. Als Emigrant fand er als Russe ohne gültigen Pass in der Schweiz keine Arbeit. Er fuhr daher als Schiffsoffizier zur See; als Künstler arbeitete er nur noch für sich im privaten Bereich. Prusas Vater war ein begeisterter Antiquitätensammler; etwa 100 Exponate aus der Sammlung ihres Vaters präsentierte Prusa 2014 in einer Ausstellung in Zürich.
Prusa studierte zunächst 1974–1979 Grafik an der Hochschule für Gestaltung Zürich. Mit einem Schauspielerstipendium absolvierte sie 1979/80–1983 ihre Schauspielausbildung am Hamburgischen Schauspielstudio von Hildburg Frese, die sie 1983 mit der Bühnenreifeprüfung vor der Paritätischen Prüfungskommission erfolgreich abschloss.

### Theater
Sie hatte ihr erstes Theaterengagement am Deutschen Schauspielhaus Hamburg (1982). Seit 1984 ist sie als freie Schauspielerin, Sängerin, Produzentin und Regisseurin tätig. 1984 unternahm sie eine Europatournee mit der Eigenproduktion Tango Palace, einem Tanzdrama nach Jorge Luís Borges. 1985 gründete sie in Zürich gemeinsam mit dem Schweizer Schauspieler, Regisseur und Autor Rudolph Straub die freie, bis zum Jahre 2000 bestehende Produktionsgemeinschaft „Jo Jo Production“, später auch „Yo Yo Production“, mit der das Duo Prusa/Straub Theaterprojekte an ungewöhnlichen Spielstätten (u. a. Haifisch-Bar in Zürich, auf einem Floss bzw. Schiff auf dem Zürichsee oder in einem Omnibus) verwirklichte.
Daneben hatte Prusa Gastengagements als Schauspielerin u. a. bei der freien Theatergruppe Kampftheater Hamburg, am Theater Gruppe 80 in Wien (1989; in Die Ausnahme und die Regel von Bertolt Brecht) und am Theaterhaus Gessnerallee in Zürich (1989).
Zwischen 1991 und 1993 wirkte Prusa mit dem Theaterensemble „FUSYON“, einer Fusion von Yo Yo Production mit dem freien Theaterensemble Smomos Theater, bei mehreren Schweizer Erstaufführungen (William Mastrosimone, Christopher Durang) mit. Zwischen 1993 und 1996 folgten Engagements u. a. am Theater an der Winkelwiese (1996; als Tanzlehrerin/Josepha in Friedrich Glausers Die Fieberkurve), am Schauspielhaus Zürich und am Theater am Neumarkt Zürich (in Handbrevier für Hochstapler von Walter Serner). Beim Zürcher Theater Spektakel wirkte sie 2000 in der Produktion Schneewittchen nach Motiven von Robert Walser mit. 2001–2002 war Prusa Künstlerische Leiterin des kurzzeitig bestehenden Theaters Bel Etage in Zürich. Im Casinotheater Winterthur trat sie 2003 in der Produktion Welt im Spiegel mit Texten von Robert Gernhardt auf. 2008 trat sie in der Musical-Oper Nikki von Rudolph Straub im Casino Zug und bei der Theater- und Musikgesellschaft Zug auf.

### Gesang und Kunst
Anfang der 1980er Jahre unternahm Prusa eine Reise nach Argentinien; seither beschäftigt sie sich mit dem Tango Argentino als musikalische Ausdrucksform. Sie entwickelte mehrere Liederabende, in denen sie als Sängerin und Bandleaderin agierte. Zu ihren Programmen, mit denen sie regelmässig auftrat, gehören Blue Tango (2002–2004), Tango multilingual (2009–2013; argentinische Tango-Klassiker, mehrsprachig interpretiert in Lunfardo, Französisch, Italienisch, Berndeutsch und Rumantsch, mit Orchester) und Broken Dreams (seit 1999), ein Programm als Trio mit Weltmusik von Jazz bis Tango mit John Wolf Brennan (Piano) & Peter Gossweiler (Bass). Seit September 2013 kombiniert Prusa mit ihren Musikern Live-Konzerte mit Film-Vorführungen. Prusa veröffentlichte mehrere CDs mit ihren Programmen.
Als Sängerin trat Prusa ausserdem 1996/97 mit Singing Girls, einem Trio mit der Schauspielerin Sandra Moser und der Pianistin Marianne Racine, in Zürich und auf Tournee im deutschsprachigen Raum auf. Sie war Initiatorin weiterer Projekte, etwa im Jahre 1999 von Per Olov Enquists Die Nacht der Tribaden in einem Tango-Pavillon unter der Kornhausbrücke in Zürich.
Als Künstlerin schuf Prusa mehrere multimediale Projekte, in denen sie Sprache, Texte, Musik, Gesang und Film miteinander vermischt. Es entstanden filmisch-musikalische Tagebücher, Kurzfilme, musikalische Hommagen und multimediale Abende. 2010 entwickelte sie das Gesangs- und Filmprojekt KOSOVAMBIENT SONG (Kosovo-Umwelt-Song), in welchem Prusa über den Rundfunk junge Kosovarinnen und Kosovaren unter 18 Jahren aufforderte, ihre Wünsche für die zukünftige Umwelt zu formulieren. Aus den Wortbeiträgen entstanden 20 Lieder, die Prusa in Albanisch sang. Die Uraufführung fand im Juni 2010 in Priština statt; anschliessend folgten eine Tournee durch den Kosovo und im November 2010 durch die Schweiz. 2012 realisierte sie das Multimedia-Projekt «Bus 31», bei dem sie in der Zürcher Buslinie 31 Menschen aus 90 Nationen in ihrer Muttersprache den Satz «Ich bin keine Rassistin/ich bin kein Rassist» ins Mikrofon sagen liess. Prusa hat zu diesem Multimedia-Projekt auch selbst die Gesangsspur eingesungen.

### Film und Fernsehen
Prusa wirkte in zahlreichen Schweizer und deutschsprachigen, aber auch internationalen Kino- und Fernsehproduktionen mit. Im James-Bond-Film Ein Quantum Trost (2008) spielte sie als Member Nr. 7 ein Mitglied des Greene-Clans. In dem Schweizer Kinofilm Räuberinnen (2009) verkörperte sie die Rolle der Katharina, eine intrigante und bösherzige Adlige und Mutter. Für ihre Darstellung erhielt sie 2009 eine Nominierung als „Beste Darstellerin“ beim Schweizer Filmpreis. In dem Schweizer Kinofilm Mord hinterm Vorhang (2011) agierte sie an der Seite der über 90-jährigen Grande Dame des Schweizer Kinos, Stephanie Glaser.
In der ARD-Fernsehserie Die Biester (2001) hatte sie eine durchgehende Serienrolle; sie war die Sekretärin Frau Gerok. In der ARD-Vorabendserie Sophie – Braut wider Willen war sie 2005–2006 in einer durchgehenden Serienhauptrolle zu sehen; sie spielte die intrigante Gräfin Magda von Ahlen.
Sie hatte ausserdem Episodenrollen in den Fernsehserien Sinan Toprak ist der Unbestechliche (2001; als Inhaberin eines Münchner Hightech-Unternehmens) und Der Bestatter (2015). Von Mai bis Juli 2017 war Prusa in der ARD-Fernsehserie Um Himmels Willen in einigen Folgen in einer Nebenrolle als Helene Ritter, die Verantwortliche im Landtag für die Vergabe von Spielcasinolizenzen, zu sehen. In der 20. Staffel der ZDF-Serie Die Rosenheim-Cops (2021) übernahm Prusa eine der Episodenrollen als tatverdächtige Ex-Frau eines ermordeten Bauunternehmers.

### Privates
Prusa ist mit dem Autor, Regisseur und Theatermacher Rudolph Straub verheiratet. Sie lebt in Zürich.

## Filmografie (Auswahl)
- 1989: Maxantimo (Kinofilm)
- 2001: Studers erster Fall (Fernsehfilm)
- 2001: Sinan Toprak ist der Unbestechliche (Fernsehserie; Folge: Taipan)
- 2001: Die Biester (Fernsehserie; Serienrolle)
- 2003: Spital in Angst (Fernsehfilm)
- 2005: Leben auf Kredit (Fernsehfilm)
- 2005–2006: Sophie – Braut wider Willen (Fernsehserie; Serienhauptrolle)
- 2008: Colpo d’occhio (Kinofilm)
- 2008: James Bond 007: Ein Quantum Trost (Quantum of Solace; Kinofilm)
- 2009: Räuberinnen (Kinofilm)
- 2010: Die Praktikantin (Kurzfilm)
- 2011: Mord hinterm Vorhang (Kinofilm)
- 2011: Nur ein Wort (Kurzfilm)
- 2014: Schweizer Helden (Kinofilm)
- 2015: Der Bestatter (Fernsehserie; Folge: Schöner Schein)
- 2017: Um Himmels Willen (Fernsehserie; Serienrolle)
- 2021: Die Rosenheim-Cops (Fernsehserie; Folge: Bei drei ist einer zu viel)
- 2023: Bon Schuur Ticino (Kinofilm)